# Konečného náměstí
Konečného náměstí je veřejné prostranství v brněnském katastrálním území Veveří, 1,5 km severozápadně od centra města. Vzniklo na začátku 20. století a původně náleželo ke katastrálním územím Křížová (většina náměstí) a Velká Nová Ulice a Červená (domy východně od středu uliční linie, související s ulicí Veveří). Náměstí trojúhelníkového tvaru, které je i křižovatkou důležitých dopravních tepen, je známé především soustavou secesních velkoměstských domů Tivoli.
Náměstím prochází z jihovýchodu na severozápad ulice Veveří a ústí do něj dopravně frekventované ulice Úvoz a Kotlářská. Propojení s Kounicovou ulicí představuje ulice Nerudova a k vedlejším ulicím ústícím do náměstí patří Žižkova a Čápkova. K náměstí směřuje také ulice Jiráskova. Vprostřed náměstí je malý trojúhelníkový park. Oblast je dopravně obsluhována zastávkou tramvají, trolejbusů a autobusů MHD Konečného náměstí umístěnou na rohu ulic Veveří a Kotlářská u botanické zahrady.

## Historie

### Název
Polní trať na místě, ve kterém náměstí vzniklo, byla na mapách nazývána Grosse Simpeln či Tivoli. Na toto místo, ještě před tím než bylo zastavěno, cestovali Brňané kvůli své krásné vyhlídce, proto jej nejspíše začali nazývat podle města Tivoli – oblíbeného výletního místa starých Římanů. Na mapách je později tato oblast nazývána i prostě Krásná vyhlídka. Prvním názvem náměstí bylo v roce 1910 Am Tivoli (Na Tivoli), snad i podle dříve zde stojícího hostince Tivoli otevřeném roku 1865. Mezi lety 1915 a 1918 bylo náměstí pojmenováno po maršálu Hindenburgovi, pozdějším německém prezidentovi (Hindenburgstrasse), od konce roku 1918 rozdělené mezi ulice Veveří a Tivoli. Od roku 1925 do roku 1939 se jmenovalo podle Aloise Konečného, právníka, učitele a senátora (německy Alois-Konečný-Platz). V roce 1940 se však vrátilo k názvu Am Tivoli či Na Tivoli. Roku 1946 bylo na krátko pojmenováno Žižkovo, záhy ovšem bylo toto pojmenování zrušeno a od 25. září 1946 se udržel dnešní název Konečného náměstí. Pouze od 5. dubna 1974 došlo ke změně osoby, podle níž bylo náměstí pojmenováno, na Hynka Konečného, zasloužilého komunistu z Brněnska (1888–1964), od 27. února 1990 pak došlo opět k návratu zpět k původnímu určenci pojmenování Aloisi Konečnému.

### Vznik náměstí
Na místě dnešního náměstí při cestě z Brna do Žabovřesk stával hostinec se zahrádkou Na Tivoli. Cesta vedla až 10 metrů hlubokým úvozem a nebyla obklopena souvislou zástavbou. Prostor byl ve svahu a využíval se i jako vojenské cvičiště. V okolí dnešního náměstí byly hliniště, cihelna a továrna na zápalky. Na severní straně Tivoli, přibližně v místech dnešních domů Veveří č. 73 až 79, stál hostinec Krásná vyhlídka.

Architekt, projektant a stavitel Franz Pawlu (1854–1922) navrhl urbanistický plán celé lokality, skoupil zde pozemky, postupně zde vystavěl dvě cihelny a v přilehlé ulici (dnešní Jiráskově) deset nájemných domů. Protože ulice vedla k Tivoli, byla tak i pojmenována. Na konci ulice pak v roce 1902 architekt postavil pětipodlažní dům Pawlu Hof („dvůr Pavlů“) ve stylu tzv. florální secese, který ohraničoval jižní část budoucího náměstí. Ve 30. letech 20. století byl přejmenován na Tivoli. V tomto domě měl Pawlu svou projekční kancelář a roku 1911 byl dům rozšířen o křídlo směrem do Čápkovy ulice. Při terénních úpravách celého prostoru nechal architekt odstranit velké množství zeminy a v letech 1908–1914 výstavbu náměstí realizoval. Některé z domů na náměstí jsou po restituci stále v majetku rodiny Pawlů.

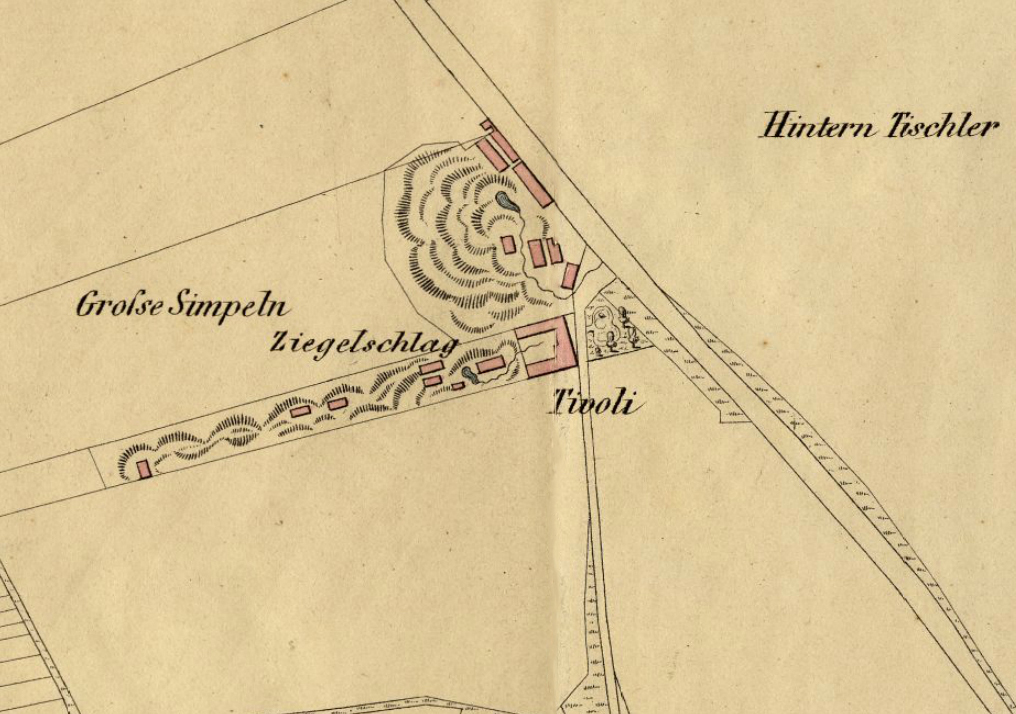
Dnešní Konečného náměstí na výřezu z Doležalova situačního plánu města Brna z roku 1858. Cesta vedoucí k jihu je přibližně dnešní ulice Čápkova.
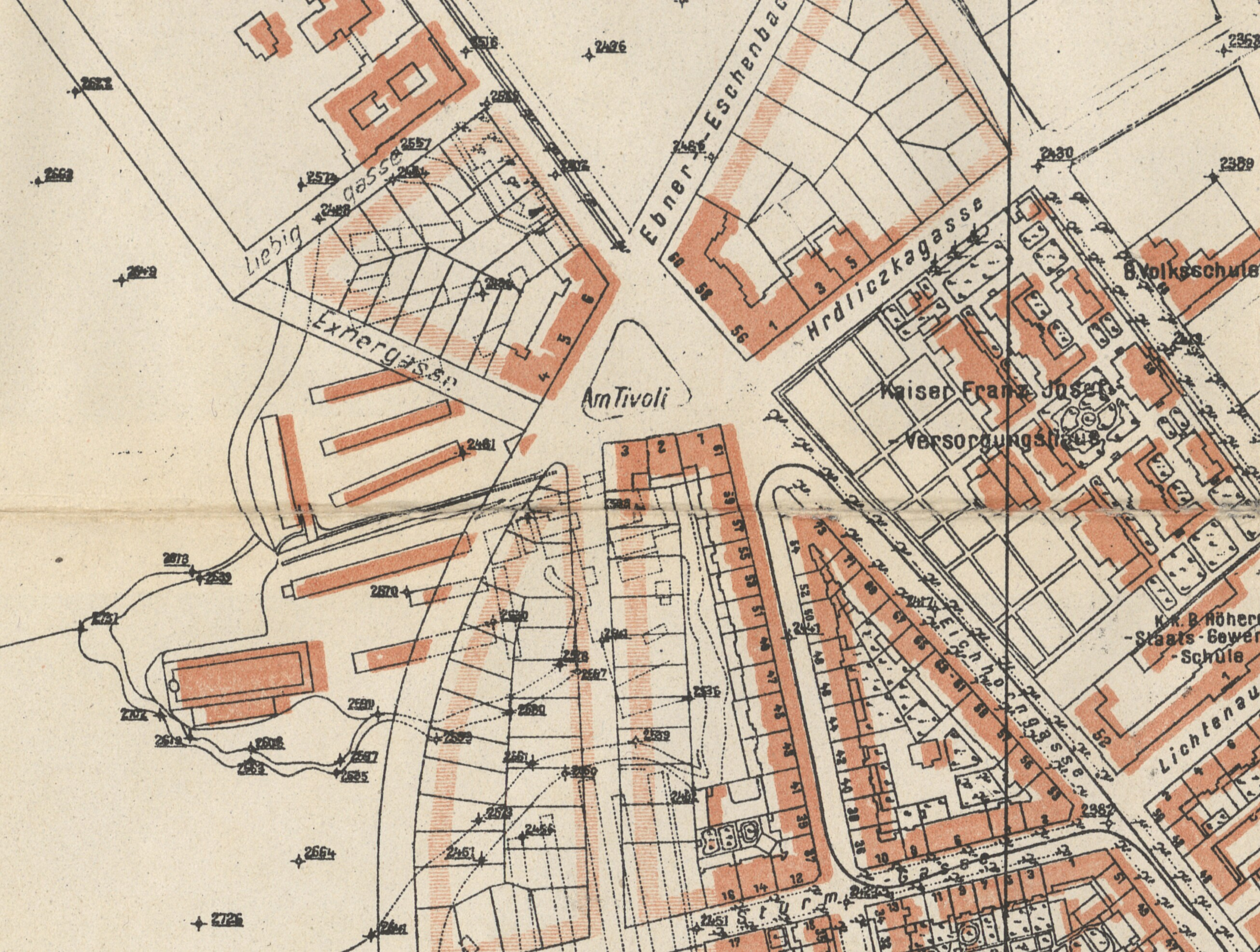
Konečného náměstí na výřezu mapy města Brna od Friedricha Irrganga z roku 1910 až 1915.
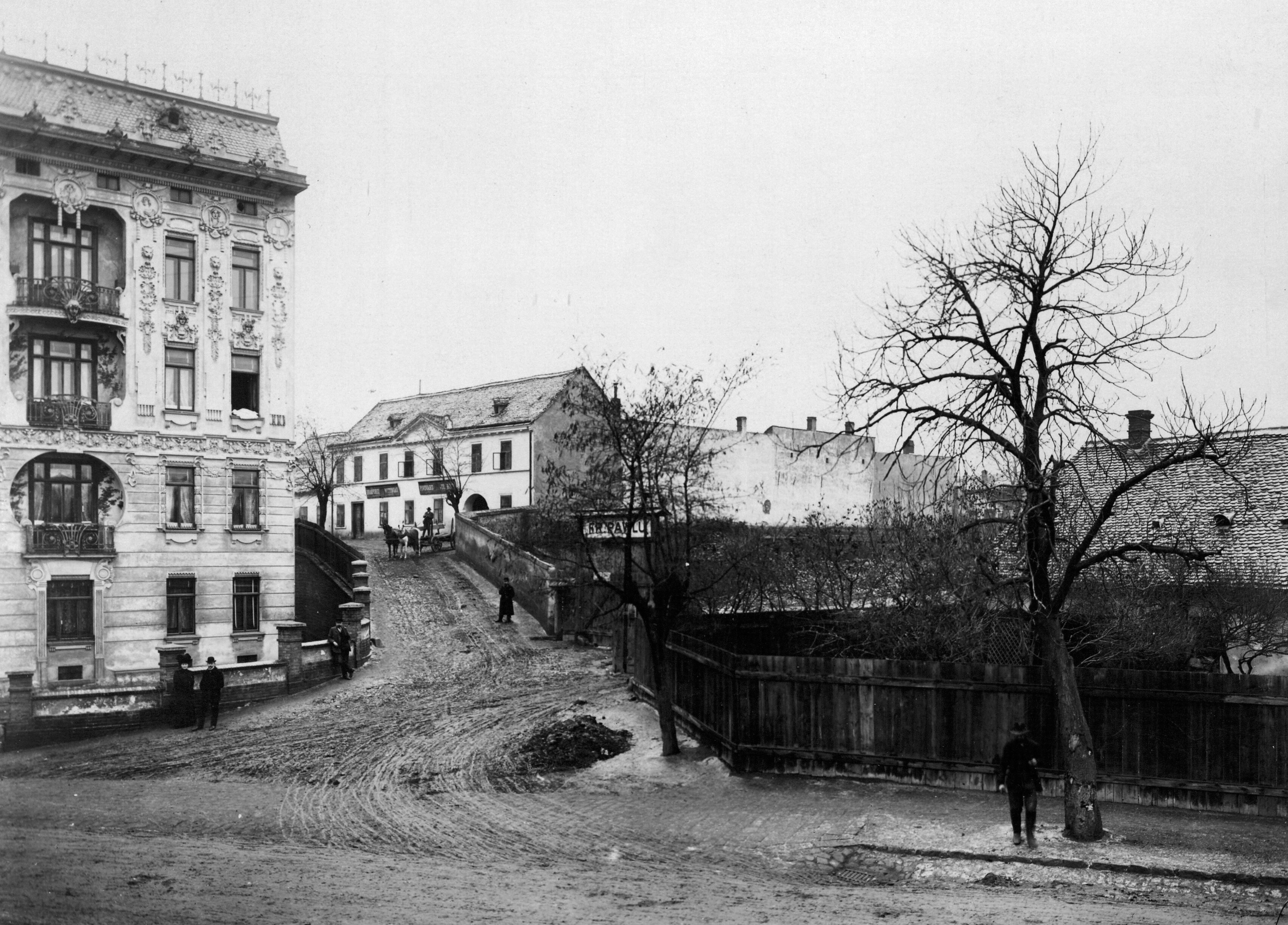
Pohled na nedokončený dům Tivoli a přilehlé hliniště směrem k dnešní ulici Čápkova. Kolem roku 1895.
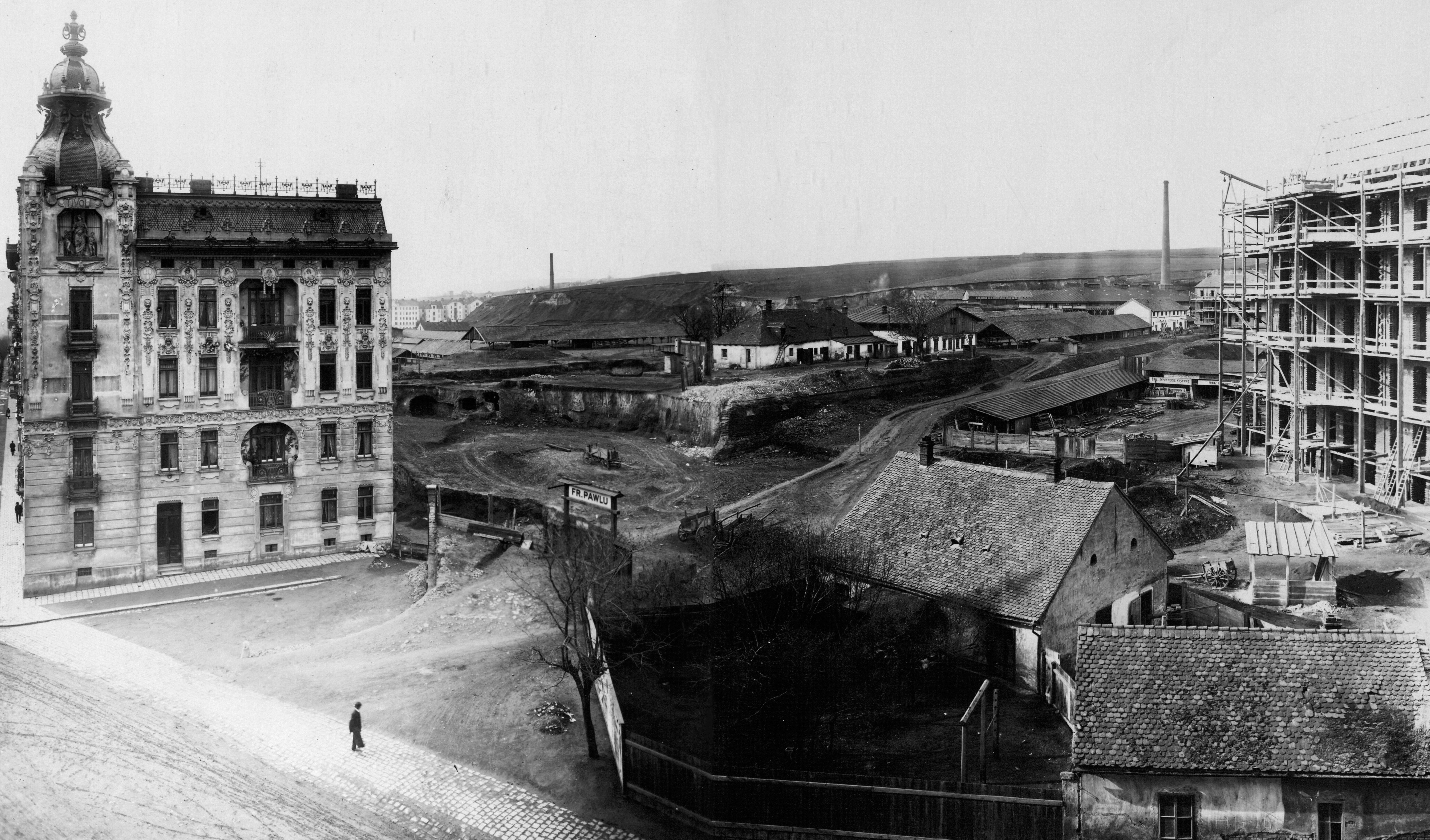
Podobný pohled na dům Tivoli a přilehlé cihelny. Kolem roku 1900.
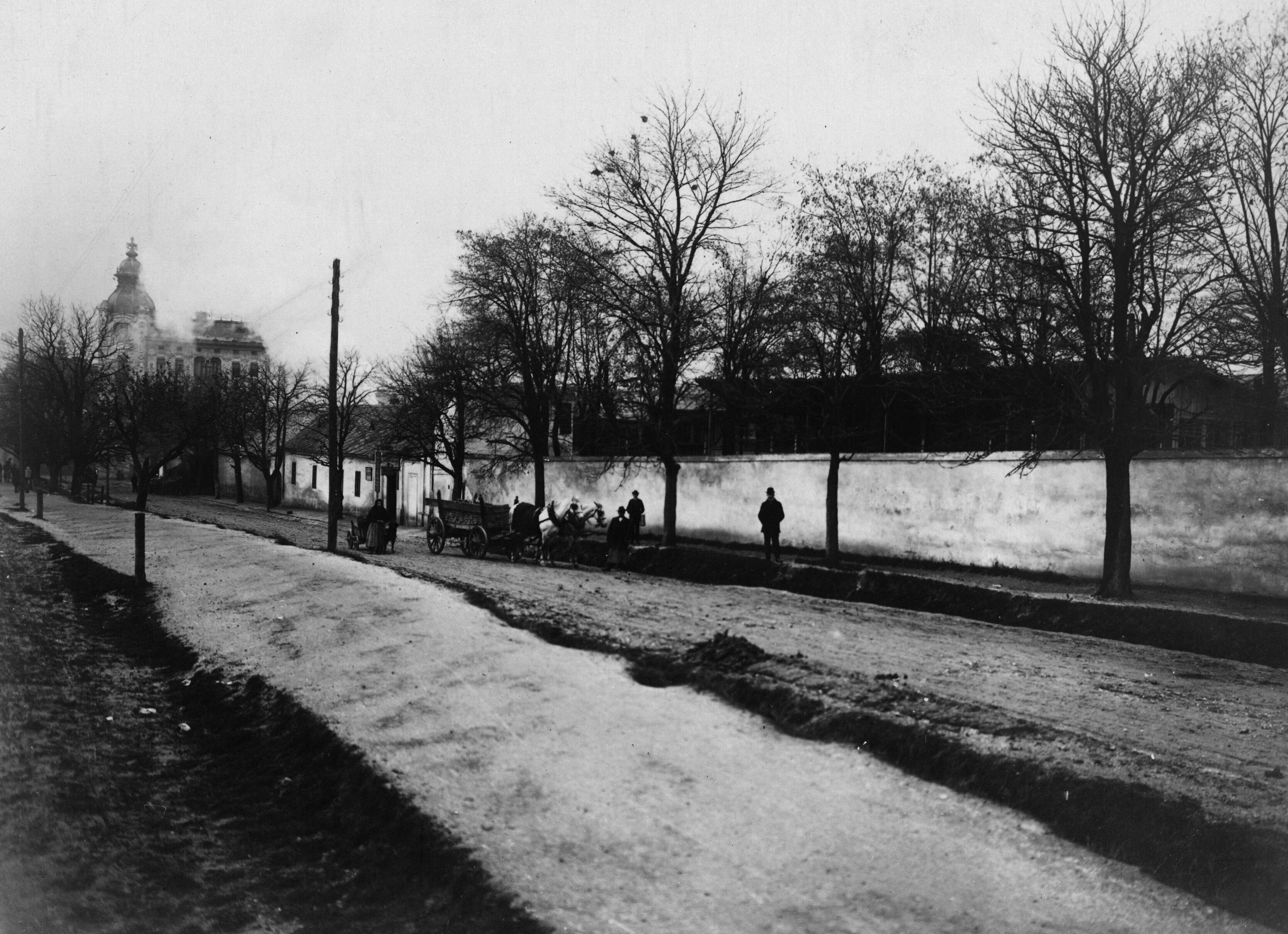
Pohled ze severu na zahrady hostince Krásná vyhlídka, který stál přibližně v místech dnešních domů Veveří č. 73 až 79. Foceno roku 1902.

### Rekonstrukce

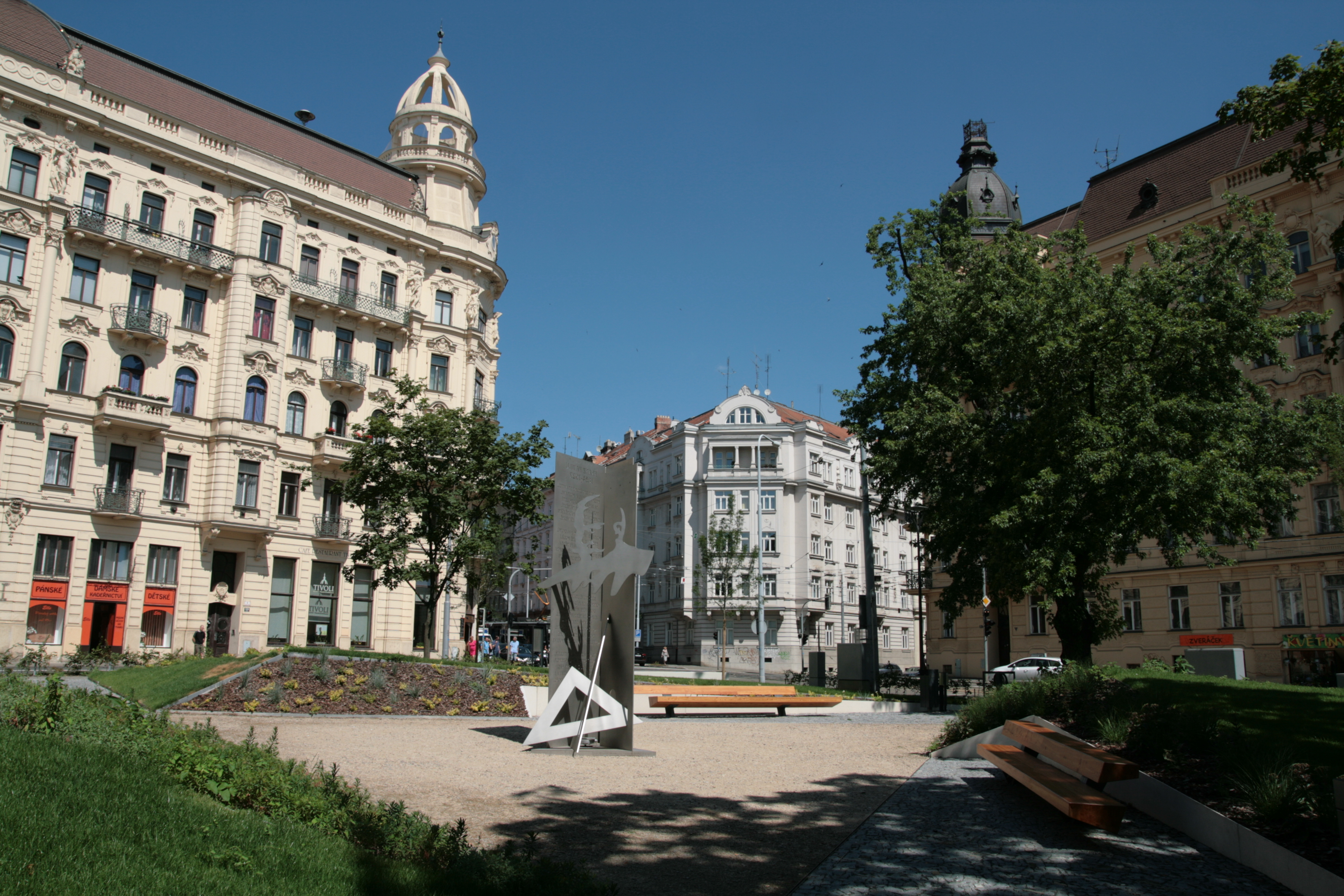
Parková úprava s památníkem po rekonstrukci (červenec 2016)

V roce 2016 proběhla rekonstrukce náměstí. Byla upravena jeho střední část s parkem, kde vznikla místa pro sezení a umělecká socha. Před zahájením rekonstrukce uspořádala radnice městské části Brno-střed anketu mezi občany, ve které se měli k budoucí podobě náměstí vyjádřit. Celková cena rekonstrukce měla dosáhnout 6 milionů korun. Do parku byl umístěn pomník architektovi Franzi Pawlů.
| „                               | Franz Pawlu, 1854–1922. Významný brněnský stavitel, který navrhl a postavil na začátku 20. století toto výpravné náměstí, inspirované nejkrásnějšími stavbami tehdejší Vídně. Postavil více než 100 domů, které se výrazně podílí na současné tváři města. Při budování moderního Brna dotvořil svými stavbami nové urbanistické celky, převážně komplexy řadových nájemních domů a velkých domovních bloků. Během své stavitelské činnosti se rád inspiroval dobovými předlohami, jejichž náměty přetvářel ve svých stavbách. Pro jeho dekorativní styl jsou charakteristické rostlinné a figurální motivy. Byl odvážným stavitelem, architektem a designérem. Obdržel záslužný řád císaře Františka Josefa I. a rytířský řád sv. Řehoře. | “ |
| — Nápis na pomníku Franze Pawlu | |   |